# Ivo Minář
Ivo Minář (født 21. maj 1984 i Prag, Tjekkoslovakiet) er en tjekkisk tennisspiller, der blev professionel i 2002. Han har, pr. maj 2009, vundet en enkelt ATP-doubleturnering, men har fortsat sin første single-titel til gode.
Minář er 177 cm. høj og vejer 65 kilo.